# Xerophyta
Xerophyta es un género de plantas con flores perteneciente a la familia Velloziaceae.  Comprende 68 especies. es originario de África tropical, Madagascar y península arábiga.

## Especies
- Xerophyta acuminata (Baker) N.L.Menezes
- Xerophyta arabica (Baker) N.L.Menezes
- Xerophyta argentea (Wild) L.B.Sm. & Ayensu
- Xerophyta capillaris Baker
- Xerophyta concolor L.B.Sm.
- Xerophyta connata McPherson & van der Werff
- Xerophyta dasylirioides Baker
- Xerophyta demeesmaekeriana P.A.Duvign. & Dewit
- Xerophyta eglandulosa H.Perrier
- Xerophyta equisetoides Baker
- Xerophyta eylesii (Greves) N.L.Menezes
- Xerophyta goetzei (Harms) L.B.Sm. & Ayensu
- Xerophyta humilis (Baker) T.Durand & Schinz
- Xerophyta kirkii (Hemsl.) L.B.Sm. & Ayensu
- Xerophyta longicaulis Hilliard
- Xerophyta nutans L.B.Sm. & Ayensu
- Xerophyta pinifolia Lam. ex Poir.
- Xerophyta retinervis Baker
- Xerophyta rippsteinii L.B.Sm.
- Xerophyta scabrida (Pax) T.Durand & Schinz
- Xerophyta schlechteri (Baker) N.L.Menezes
- Xerophyta schnizleinia (Hochst.) Baker
- Xerophyta seinei Behnke
- Xerophyta simulans L.B.Sm. & Ayensu
- Xerophyta spekei Baker
- Xerophyta splendens (Rendle) N.L.Menezes
- Xerophyta squarrosa Baker
- Xerophyta stenophylla Baker
- Xerophyta suaveolens (Greves) N.L.Menezes
- Xerophyta velutina Baker
- Xerophyta villosa (Baker) L.B.Sm. & Ayensu
- Xerophyta viscosa Baker
- Xerophyta zambiana L.B.Sm. & Ayensu